# Zhou Kang
Zhou Kang (周康王, o Zhou Kangwang, lett. Re Kang di Zhou; ... – 996 a.C.) è stato il terzo sovrano della dinastia Zhou.

## Biografia
Zhou Kang, il cui nome di nascita era Zhao (釗, zhāo), era figlio di Zhou Cheng, che aveva consolidato l'impero dopo la significativa espansione dei suoi territori garantendo una politica pacifica atta allo sviluppo della nazione. Kang portò avanti la linea di suo padre, tanto che non vi è menzione di alcuna attività bellica nelle cronache del suo periodo di regno. Lo Shiji riporta che per 40 anni non venne afflitta alcuna punizione. Ciò nonostante, nell'area di Ordos sono stati rinvenuti dei bronzi che testimoniano una vittoria contro il popolo Guifang avvenuta negli ultimi anni del regno di Zhou Kang. Si può quindi presumere che, dopo aver solidificato il suo regno, Zhou Kang avesse tentato cautamente un'ulteriore espansione dei suoi confini.